# Салатница (концепция)
«Салатница» (англ. salad bowl) — концепция интеграции, согласно которой представители различных культур могут образовывать единое, но не гомогенное общество, в котором каждая культура сохраняет свои характерные черты и особенности.
Концепция «салатницы» предполагает, что в обществе, членами которого являются представители различных культур или этносов, культурные различия не стираются в процессе ассимиляции, а сохраняются в первоначальном виде, подобно ингредиентам в салатнице. «Связующим звеном для членов общества, своего рода салатным соусом, являются правовые нормы и процесс социально-экономического взаимодействия» .
В обществе, соответствующем модели «салатницы», каждая культура остается уникальной и аутентичной, что соответствует принципам культурного плюрализма и мультикультурализма.

## История возникновения концепции
Первые упоминания о концепции «салатницы» относятся ко второй половине XX века. Впервые эта метафора была использована в противовес модели так называемого «плавильного котла» или «плавильного тигеля» (англ. melting pot), в соответствии с которой в обществе в процессе формирования национальной и культурной идентичности происходит неизбежное «сплавление» народов, их национальных и культурных черт.
Популяризацию концепции «салатницы» предписывают Карлу Деглеру. В 1959 году одном из своих трудов историк написал: «Дети иммигрантов даже в третьем и четвертом поколении по-прежнему отличаются от детей коренных жителей. Никакого „плавления“ не происходит, а значит, метафора „плавильного котла“ неудачна и обманчива. Куда более точная аналогия — салатница, в которой один ингредиент можно отличить от другого».
С тех пор концепции «салатницы» и «плавильного котла» упоминаются в политическом дискурсе как противоположные друг другу модели, каждая из которых может быть положена в основу этнического развития общества и протекающих в нем интеграционных процессов.

## Распространение концепции

### США
В США модель «салатницы» приобрела популярность в связи с утратой веры в справедливость идеи «плавильного котла». Этой концепции, тесно связанной с понятием американизации, стали все чаще предписывать «нереалистичный и расистский характер, поскольку она сосредоточена исключительно на наследии Запада и ущемляет интересы чернокожих иммигрантов».
Со временем в Соединенных Штатах начал активно обсуждаться вопрос: является ли полная ассимиляция и отказ от национальных ценностей и традиций в пользу американских необходимым условием принадлежности к американскому обществу? В связи с тем, что подобные требования заведомо предполагают дискриминацию меньшинств и не соответствуют основополагающим принципам толерантности, американская общественность сосредоточилась на концепции «салатницы», которая предполагает, что для того, чтобы чувствовать себя американцем, достаточно иметь гражданство США и быть преданным Соединенным Штатам.
Теодор Рузвельт выразил общее мнение американцев, когда, поначалу одобрив «плавильный котел» или «плавильный тигель», задался вопросом о соответствии этой теории реальности" . Критикуя «плавильный котел» в поддержку «салатницы» выступили многие известные американцы. Так, Джесси Джексон заявил: «Я то и дело слышу весь этот вздор про „плавильный котел“, но все, что я могу сказать: мы так и не расплавились». Став гостем шоу Опры Уинфри, Джейн Эллиотт, в свою очередь, отметила: «Нам не нужен „плавильный котел“ в этой стране, друзья. Нам нужна „салатница“, в которую мы сможем положить листья салата, огурцы, лук и зеленый перец, будучи уверенными, что каждый ингредиент сможет сохранить свою идентичность. Мы должны принимать во внимание и сохранять существующие различия».

### Европа
Концепция «салатницы» стала актуальной для Европы благодаря созданию Европейского союза, экономического и политического объединения, включающего в себя 27 европейских государств. Согласно конституции Европейского союза, основополагающими целями интеграционного объединения являются содействие экономической, социальной и территориальной целостности Европы, а так же сохранение культурного наследия стран-членов ЕС «в условиях соблюдения принципа уважения к культурному и языковому многообразию государств». Модель «салатницы» полностью соответствует официальному девизу Европейского союза: «Единство в многообразии» (англ. «United in diversity»), который провозглашает создание единого европейского общества, в котором общеевропейские ценности существуют наряду с национальными, а традиции и национальное самосознание государств-членов остаются неприкосновенными.
В европейских реалиях концепция «салатницы» имеет особое значение и в контексте иммиграционной политики Европейского союза, «основанной на идеалах мультикультурализма и мирного сосуществования различных групп населения, сохраняющих свою национальную идентичность». В соответствии с холистическим подходом к процессу интеграции, закрепленном в итоговом документе Совета Европейского союза по вопросу интеграции граждан третьих стран, легально находящихся на территории ЕС, «интеграция является долгосрочным и многосторонним процессом, в рамках которого культурные различия стран и общеевропейские ценности (такие как соблюдение прав человека, демократия и верховенство права) заслуживают одинакового уважения».
В рамках общеевропейской программы по интеграции лиц, не являющихся гражданами Европейского союза (англ. Common framework for the integration of non-EU nationals) осуществляется продвижение и финансирование проектов, направленных на интеграцию лиц, не имеющих гражданства ЕС. Эта деятельность призвана способствовать развитию интеграционных моделей и инициатив, а также стимулировать соответствующий диалог внутри гражданского общества.

### Канада
В Канаде концепция «салатницы» больше известна под названием «культурная мозаика». Она представляет собой смешение этнических групп, языков и культур и предполагает сохранение национальных характеристик мигрантов в процессе интеграции.
Особую популярность «культурная мозаика» приобрела в начале 21 века. 1 октября 2008 года канадский фотожурналист Тим Ван Хорн запустил проект «Канадская мозаика», который продлится до 2017 года. 1 июля 2017 года в День Канады в одном из главных музеев страны состоится торжественная демонстрация огромного канадского флага, полностью состоящего из фотографий канадцев. «Цель проекта — передать дух канадского общества через фотоснимки, собранные со всех регионов страны и включающие в себя все этнические и социально-экономические группы, субкультуры и поколения».

## Критика
Ряд критических высказываний относительно концепции «салатницы» связан с этической стороной метафоры.
Тимоти Тейлор, американский экономист, утверждает, что сравнение общества с салатницей не толерантно, не уместно и не представляет собой достойную альтернативу плавильному котлу. «Каждый выбирает ингредиенты для салата, следуя своим вкусовым предпочтениям, а значит, некоторые составляющие могут так и не попасть в салатницу. Соблюсти пропорции крайне тяжело, соответственно, чего-то всегда будет меньше, а чего-то больше. Кроме того, некоторые члены общества „окажутся“ бледными листьями салата и жирными кусочками бекона, а другие — полезными и красивыми продуктами».
Помимо этого, вопросы вызывает и сама суть концепции, ведь «…в эру „салатницы“ трудно определить, в чем же заключается национальная принадлежность. Отсутствие единой системы ценностей и общей истории приводит к подмене понятий: в общественном сознании термин „национальность“ начинает приравниваться к понятию гражданства».
Концепция «салатницы» критикуется в том числе и за риски, с которыми связано объединение различных культур в рамках социальной общности. «Сосуществование культур, сохраняющих свою индивидуальность в рамках одного социума, способно поставить крест на обществе как едином целом».
В новейшей истории одним из прецедентов полного разрушение общества, по своему характеру частично попадающего под категорию «салатницы», является распад Советского Союза. В соответствии с официальным гимном СССР Советский Союз представлял собой «Союз нерушимый республик свободных», созданный «волей народов». Это определение дает возможность рассматривать советское общество как многонациональное и мультикультурное. По словам Сталина «… период диктатуры пролетариата и строительства социализма в СССР есть период расцвета национальных культур, социалистических по содержанию и национальных по форме…».
Однако в связи с тем, что на момент создания государства концепции «салатницы» еще не существовало, и даже во второй половине XX века она или ее аналоги не фигурировали в политическом дискурсе СССР, пример Советского Союза в качестве потерпевшей фиаско «салатницы» носит спорный, теоретический характер. Стоит учитывать и то, что порой СССР предписывают черты «плавильного котла», а иногда и вовсе обвиняют в уничтожении национальной идентичности некоторых союзных республик. В качестве примера соответствующих исследований может быть приведена книга Нормана Наймарка «Геноциды Сталина», посвященная Украине.
По словам Грэхема Смита «именно коммунистический режим принялся сознательно и целенаправленно создавать этнолингвистические территориальные „национально-административные единицы“ (то есть „нации“ в современном смысле), — создавать там, где прежде они не существовали или где о них никто всерьез не помышлял, например, у мусульман Средней Азии или белорусов…идея советских республик казахской, киргизской, узбекской, таджикской или туркменской „наций“ была скорее чисто теоретической конструкцией советских интеллектуалов, нежели исконным устремлением любого из перечисленных народов». Впервые высказанное Грэхемом Смитом утверждение было одобрено и Эриком Хобсбаумом в его работе «Нации и национализм после 1780 года». Идея искусственно созданных наций также дает повод для сомнения в том, что СССР мог быть прототипом «салатницы», наполненной аутентичными «ингредиентами».
Что касается более традиционного примера «салатницы» — Европейского Союза, произошедший в 2016 году Brexit поставил под сомнение фундаментальность общности ЕС. Это событие подтверждает идею хрупкости общества, построенного по модели «салатницы», риск развития сепаратистских настроений и отделения части мультикультурного общества. Brexit стал не только одним из воплощений серьезных противоречий и разногласий в рядах государств-членов ЕС, но и представил в сомнительном свете судьбу европейской «салатницы».
Тем не менее, длительный опыт существования ряда многонациональных государств и купирования тенденций к сепаратизму показывает, что сосуществование различных культур и этносов в рамках единой общности возможно, даже при наличии сепаратистских настроений. Так, несмотря на стремление к независимости, в состав России до сих пор входит Чеченская республика, в состав Испании — автономная область Каталония, в состав Франции — Бретань и Корсика, в состав Бельгии — Фландрия и т. д.